# Margot Honecker
Margot Honecker (født Feist 17. april 1927 i Halle, død 6. maj 2016 i Santiago de Chile) 

var en østtysk, kommunistisk politiker, der var undervisningsminister i DDR fra 1963 til 1989. I kraft af sit ægteskab med formand for Staatsrat og generalsekretær for SED's centralkomité Erich Honecker var hun desuden landets førstedame.
Honecker var datter af en skomager og en fabriksmedarbejder. Hun arbejdede efter skolen som sekretær og telefonist og var fra 1938 til 1945 medlem af Bund Deutscher Mädel. Hendes bror, Manfred Feist, var leder af afdelingen for udenrigsinformation under SED's centralkomité. I 1945 blev Margot Honecker medlem af Kommunistische Partei Deutschlands. I 1946 blev hun medlem af SED og fik arbejde ved Freier Deutscher Gewerkschaftsbund i Halle. Hun var desuden aktiv i Freie Deutsche Jugend. I 1949/1950 blev hun medlem af Volkskammer. Med sine blot 22 år var hun parlamentets yngste medlem. Det var i forbindelse med det politiske arbejde, at hun mødte Erich Honecker. Han var gift og havde en datter, men lod sig skille og giftede sig umiddelbart efter med Margot, der måneder inden havde født hans barn, Sonja.
Da hun i 1963 blev undervisningminister, var målet at skabe en ny 'socialistisk generation' af tyskere. Hun stod bag det socialistiske enhedsuddannelsessystem, ligesom hun fra 1978 indførte obligatorisk forsvarsundervisning med våbentræning i skolerne, selv om initiativet mødte massiv modstand fra både kirken og mange forældre. Hun var også ansvarlig for den tvungne adoption af børn af politiske dissidenter og såkaldte republikflygtninge. 

## Margot Honecker  efter 1989
Efter die Wende i 1990 flygtede hun i december 1991 med sin mand til Moskva via den chilenske ambassade for at undgå retsforfølgelse. Mens Erich Honecker blev udleveret af den russiske regeringschef Boris Jeltsin til de tyske myndigheder til retsforfølgelse, rejste Margot over til deres datter Sonja Yánez (født Honecker i 1951) i Santiago de Chile. Den kræftsyge Erich Honecker fik i januar 1993 af humanitære grunde tilladelse til at rejse over til sin kone og datter i Chile, hvor han døde i maj 1994. 
Familien Honeckers ejendom i Tyskland blev beslaglagt af myndighederne efter DDR-regimets fald, og Margot Honecker førte efterfølgende en retssag mod regeringen for at få ejendommen tilbage. Hun tabte sagen i 1999.
I 2000 udgav den tidligere generalsekretær for Chiles Kommunistiske Parti bogen Gespräche mit Margot Honecker über das andere Deutschland, hvori Honecker fortæller om DDR's historie fra sit synspunkt.
Hun blev i juli 2008 hædret med en orden af Nicaraguas præsident Daniel Ortega for at have arbejdet ihærdigt for socialismens sag og for at have hjulpet Nicaragua. 
I oktober 2009 dukkede Margot Honecker op på internettet, da hun sammen med andre fejrede 60 årsdagen for grundlæggelsen af DDR. 
I april 2012 sendte ARD udsendelsen: "Der Sturz – Honeckers Ende af Eric Friedler", som indeholdt blandt andet 3 interviews i efteråret 2011 med Margot Honecker. Her nedgør hun de 136 mennesker, der blev dræbt i deres forsøg på at flygte over Berlinmuren under Den Kolde Krig. Hun siger: "Hvorfor risikerede de det? Der var ingen grund til at kravle over muren. Det må sandelig være bittert at betale med sit liv for sådan en dumhed.”  I interviewet udtaler hun videre: ”Hvad var kriminelt ved DDR? Var det kriminelt, at folk levede i fred? At de havde perspektiv? At de kunne forsørge sig selv med ærligt arbejde". Til sidst udtrykker hun utilfredshed med den pension på 1.500 Euro, som hun hver måned modtog fra den tyske stat.